# Gelbgebänderter Krait
Der Gelbgebänderte Krait (Bungarus fasciatus) ist eine giftige Schlangenart und zählt innerhalb der Familie der Giftnattern zur Gattung der Kraits. Die Art wurde schon im Jahre 1801 durch den deutschen Naturwissenschaftler Johann Gottlob Theaenus Schneider beschrieben.

## Verbreitungsgebiet
Das Verbreitungsgebiet des Gelbgebänderten Kraits reicht von Nepal und Bhutan über Bangladesch, Nordostindien, Myanmar, Thailand, Laos, Kambodscha, Vietnam, Südchina, die Malaiische Halbinsel, Singapur, Sumatra und Borneo bis nach Java.

## Merkmale
Männliche Gelbgebänderte Krait können eine Gesamtlänge von 2,25 Meter erreichen, bleiben für gewöhnlich aber kleiner. Weibchen sind für gewöhnlich kleiner als die Männchen. Der Körper ist im Querschnitt dreieckig. Auf dem Rücken finden sich 15 Schuppenreihen, die Anzahl der Bauchschuppen liegt bei 200 bis 234, die der immer ungeteilten Subcaudalia bei 23 bis 41. Die Analschuppe ist ebenfalls ungeteilt. Vor dem Auge findet sich eine Präoculare, dahinter zwei Postocularia. Entlang der Oberkieferkante der Mundöffnung liegen sieben Oberlippenschilde, wobei der dritte und vierte das Auge berühren und der sechste am größten ist.
Die Schlange ist mit gleich breiten, sich abwechselnden schwarzen und gelben Bändern gemustert, die Zeichnung reicht bis auf die Bauchseite, die aber mit hellgelben und grauschwarzen Bandabschnitten insgesamt heller ist. Der Kopf und die Oberseite des Nackens sind schwarz, die Lippenschuppen und die Kehle sind gelb.
Wie alle Giftnattern besitzt Bungarus fasciatus zu Giftdrüsen umgebildete Speicheldrüsen, welche über einen Giftkanal mit im vorderen Oberkiefer befindlichen, nicht beweglichen Giftzähnen verbunden sind (proteroglyphe Zahnstellung).

## Lebensraum und Lebensweise
Der Gelbgebänderte Krait lebt vor allem im Flach- und Hügelland, seltener in den Bergen bis in Höhen von 2300 Metern. Er kommt vor allem in offenem Gelände, auf Feldern, in Graslandschaften, in lichten Wäldern und deren Ränder und selten in Sümpfen und Flussdeltas vor. Die Art meidet das Sonnenlicht. Dem Sonnenlicht ausgesetzt versucht sie stets ins Dunkle zu flüchten oder sie versteckt ihren Kopf unter dem verschlungenen Körper. Tagsüber ist sie beißfaul, in der Nacht aber sehr gefährlich. Sie ernährt sich von anderen Schlangen (Ophiophagie), außerdem werden Fische, Frösche und Echsen gefressen. Die Weibchen legen pro Gelege 5 bis 15 Eier. Die frisch geschlüpften Jungschlangen haben eine Länge von 25 bis 35 cm.